# Лојтерсхаузен
Лојтерсхаузен (њем. Leutershausen) град је у њемачкој савезној држави Баварска. Једно је од 58 општинских средишта округа Ансбах. Према процјени из 2010. у граду је живјело 5.597 становника. Посједује регионалну шифру (AGS) 9571174.

## Географски и демографски подаци
Лојтерсхаузен се налази у савезној држави Баварска у округу Ансбах. Град се налази на надморској висини од 426 метара. Површина општине износи 84,1 km². У самом граду је, према процјени из 2010. године, живјело 5.597 становника. Просјечна густина становништва износи 67 становника/km².